# والتر برنت

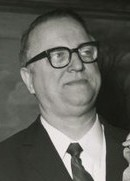
والتر برنادت، ۱۹۷۲

والتر برنت (انگلیسی: Walter Behrendt) (زاده ۱۸ سپتامبر ۱۹۱۴ – درگذشته ۲۳ ژوئیه ۱۹۹۷) یک سیاست‌مدار اهل آلمان بود. او از اعضای حزب سوسیال دموکرات آلمان(SPD) و رئیس جمهور پارلمان اتحادیه اروپا (۱۹۷۱–۱۹۷۳) نیز بود.